# 埃肯布雷希茨韦勒
埃肯布雷希茨韦勒是德国巴登-符腾堡州的一个市镇。总面积6.93平方公里，总人口2056人，其中男性1005人，女性1051人（2011年12月31日），人口密度297人/平方公里。